# ناو کلاس شارن‌هورست

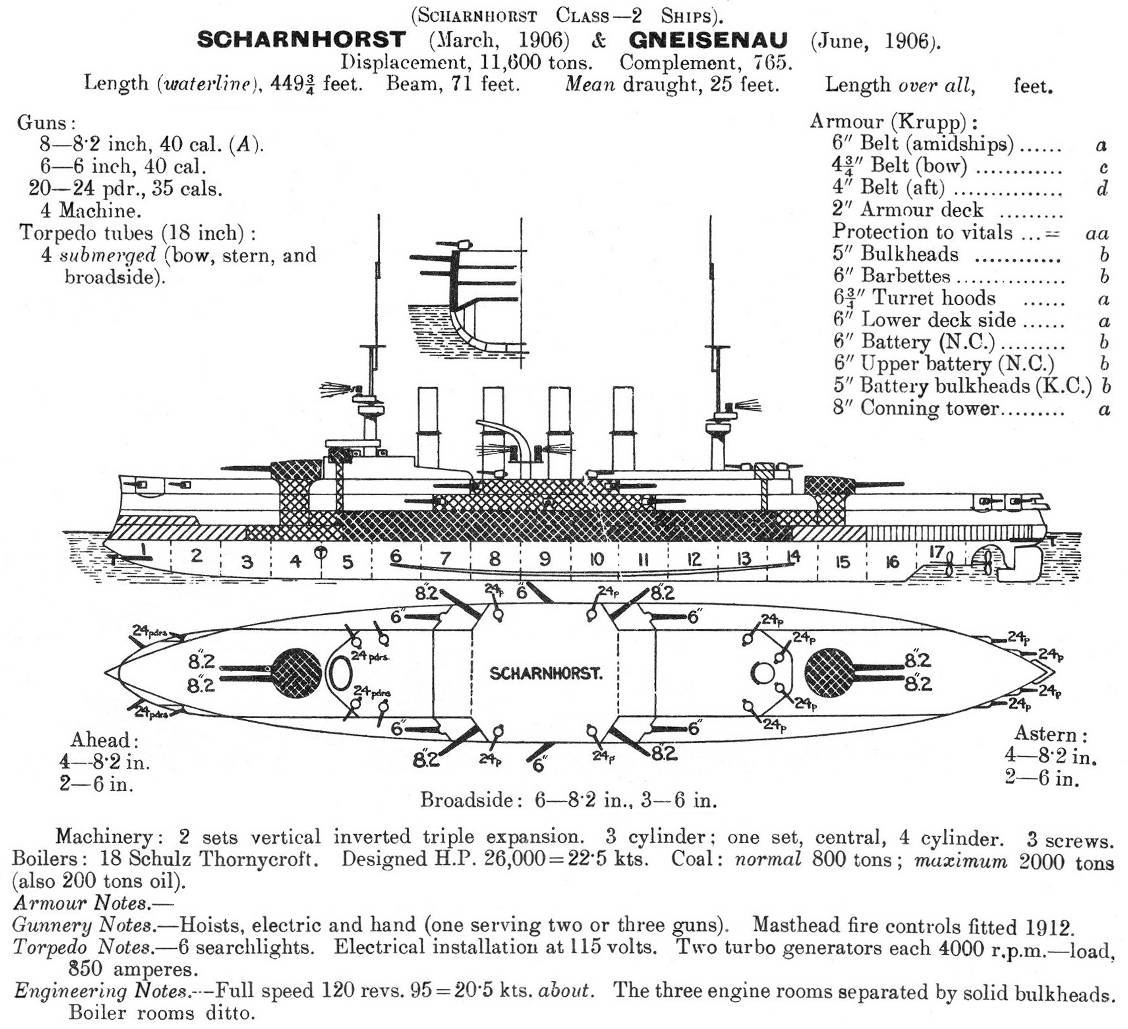
تکه تکه شده اطلاعات داخلی و خارجی رزم ناو کلاس اسکارنهوریست

کروزر کلاس اسکارنهورست (به انگلیسی: Scharnhorst-class cruiser) یک کلاس از کشتی است که طول آن ۴۷۴٫۷ فوت (۱۴۴٫۷ متر) می‌باشد.